# Anomala mahakamensis
Anomala mahakamensis är en skalbaggsart som beskrevs av Carsten Zorn 2007. Anomala mahakamensis ingår i släktet Anomala och familjen Rutelidae. Inga underarter finns listade i Catalogue of Life.